# Айзер, Антон
Антон Айзер (нем. Anton Eiser; 11 июня 1800, Прага — 6 ноября 1876, Прага) — чешский флейтист и музыкальный педагог.

## Биография
В 1813—1819 гг. учился в Пражской консерватории у Михаэля Януша, претендента на звание изобретателя флейты-пикколо. Играл в оркестре Грацской оперы (с 1832 г. первая флейта), затем в 1833—1860 гг. первая флейта пражского Сословного театра.  Вскоре после окончания школы он уже сам выступал в качестве учителя флейты, о чем свидетельствуют различные записи того периода .  Одновременно преподаватель Пражской консерватории, с 1842 г. профессор, с 1846 г. также помощник директора; среди учеников Айзера наибольшую известность получил Вилем Блодек, сменивший его в профессорской должности.